# 조대나 스피로
조대나 에리얼 스피로(영어: Jordana Ariel Spiro, 1977년 4월 12일 ~ )는 미국의 배우이다.

## 출연 작품
- 피어 스트리트 파트 2: 1978 - 메리 레인 간호사 역